# Marcel Pinel
Marcel Pinel (Honfleur, 8 de juliol de 1908 - Honfleur, 18 de març de 1968) fou un futbolista francès de la dècada de 1930.
Fou 7 cops internacional amb la selecció francesa de futbol, amb la qual disputà la Copa del Món de futbol de 1930. Pel que fa a clubs, defensà els colors dels clubs CS Honfleur, Paris Université Club i Stade français, fins que el 1925 fitxà pel Red Star Olympique, on jugà durant deu anys.
Un estadi duu el seu nom a la seva ciutat Honfleur.

## Palmarès
- Ligue 2
  - 1934